# Gornja Borina
Gornja Borina (srp. Горња Борина) je naselje na zapadu središnje Srbije. Administrativno pripada općini Loznica u Mačvanskome okrugu.

## Stanovništvo
Prema popisu iz 2002. godine, u Gornjoj Borini živi 188 stanovnika od kojih je 164 punoljetno. Prema popisu iz 1991., u Gornjoj Borini je živio 231 stanovnik. Prosječna starost stanovništa iznosi 45,6 godina (42,3 kod muškaraca i 48,6 kod žena). U naselju ima 74 domaćinstva, a prosječan broj članova domaćinstva je 2,54.
Prema popisu iz 2002. godine, Gornju Borinu gotovo u potpunosti naseljavaju Srbi.
| broj stanovnika | 339   | 373   | 406   | 392   | 310   | 231   | 188   |
|                 | 1948. | 1953. | 1961. | 1971. | 1981. | 1991. | 2002. |